# بيسي هارفي
بيسي هارفي (بالإنجليزية: Bessie Harvey)‏ هي فنانة أمريكية، ولدت في 11 أكتوبر 1929 في دالاس في الولايات المتحدة، وتوفيت في 12 أغسطس 1994 في ألكوا في الولايات المتحدة.